# Heilig-Kreuz-Kapelle (Weil der Stadt)

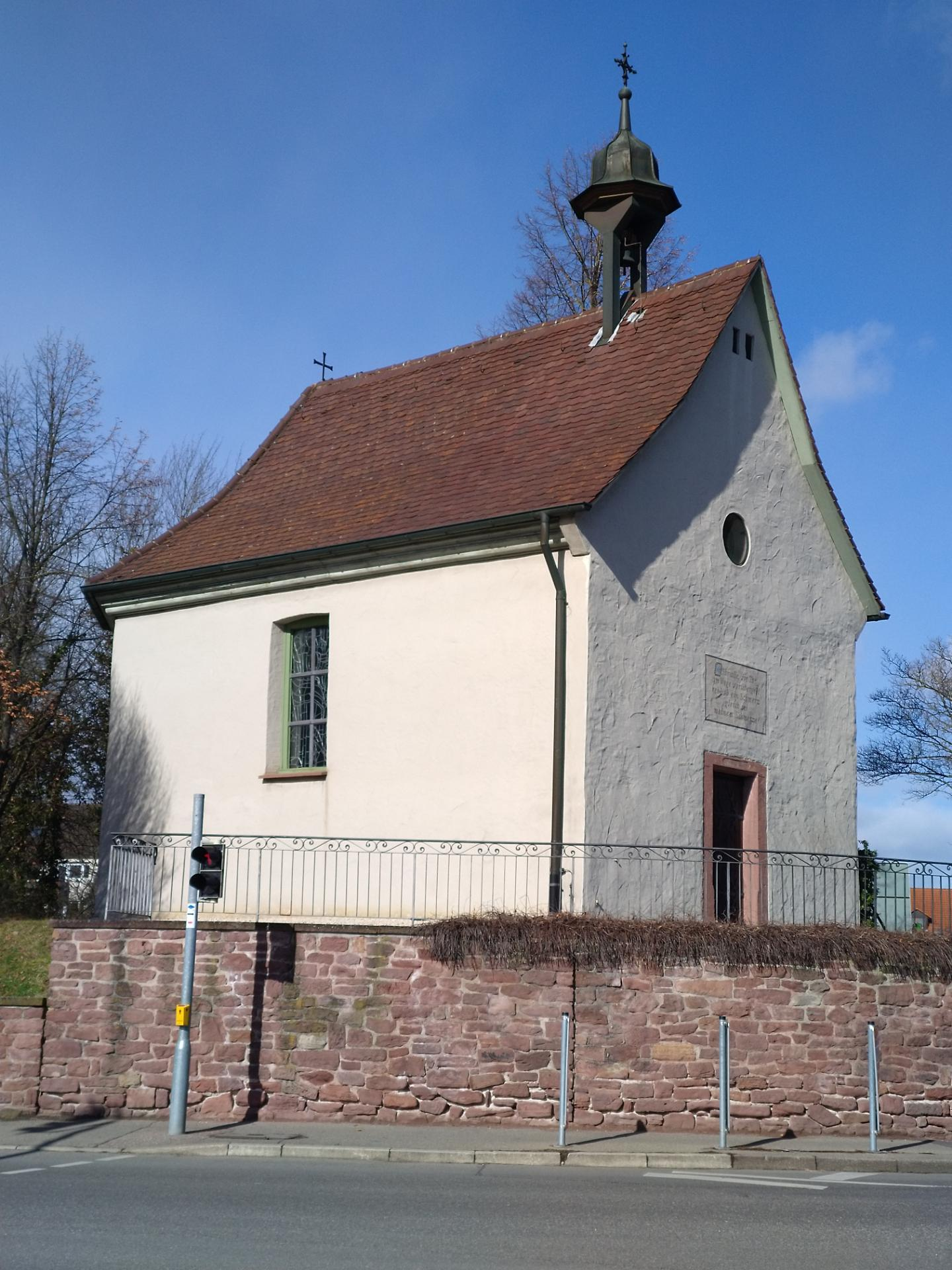
Heilig-Kreuz-Kapelle in Weil der Stadt

Die römisch-katholische Heilig-Kreuz-Kapelle steht in Weil der Stadt im Landkreis Böblingen in Baden-Württemberg. Das Bauwerk ist beim Landesamt für Denkmalpflege Baden-Württemberg als Baudenkmal eingetragen. Sie gehört zur Diözese Rottenburg-Stuttgart.

## Beschreibung
Die Kapelle wurde Ende des 17. Jahrhunderts erbaut. Ihr Langhaus ist im Westen dreiseitig abgeschlossen. Aus dem Dach erhebt sich ein offener, mit einer Glockenhaube bedeckter Dachreiter, in dem eine kleine Kirchenglocke hängt. Zur Kirchenausstattung gehört ein Altarkreuz, das um 1490 von Michel Erhart geschaffen wurde, und von spätbarocken Statuen der Maria und des Johannes Evangelist flankiert wird.